# Новая Деревня (Актюбинская область)
Новая Деревня (каз. Новая Деревня) — упразднённое село в Хромтауском районе Актюбинской области Казахстана. Входило в состав Кызылсуского сельского округа. Исключено из учетных данных в 1990-е годы.

## Население
В 1989 году население села составляло 26 человек. Национальный состав: чеченцы — 42 %, казахи — 38 %.